# 高延寿
高延寿（？—645年），高句丽国的王室贵族。官至北部傉萨。唐朝征讨高句丽，唐太宗在六月围困安市城（今辽宁省海城市）。他和南部傉萨高惠真被宝藏王及盖苏文派去援救安市，他们率领高句丽、靺鞨十五万众。高句丽对卢劝高延寿不要主动出击，应该严阵以待消耗唐军，高延寿以为唐军只有六万，不足为惧，引军直进。六月廿一，唐太宗以李世勣在城西与高延寿交兵，长孙无忌和牛进达率军埋伏超後路，自己率军在高句丽军营北高峰之上。第二天，高延寿军与唐军交战，大败，龙门人薛仁贵身穿奇异服装，大声呼喊着冲锋陷阵，所向无敌。二万高句丽人被杀。六月廿三，高延寿率领三万六千八百人降唐。唐太宗封高延寿为鸿胪卿、高惠真为司农卿。后来，唐太宗久攻安市不下，高延寿、高惠真劝说先攻东方的乌骨城（今辽宁省凤城市）。长孙无忌反对，认为会被断回路。唐太宗采纳了长孙无忌的建议。九月，天冷，唐军回师，高延寿降唐后，常常叹息，在途中忧虑而死。